# Сомовский (Соломинский сельсовет)
Сомовский — упразднённый посёлок, существовавший на территории Дмитровского района Орловской области до 2004 года. Входил в состав Соломинского сельсовета.

## География
Располагался в 12 км к востоку от Дмитровска по правую сторону от дороги из села Соломино в деревню Хальзево. Состоял из одной улицы, протянувшейся с юго-запада на северо-восток. Высота над уровнем моря — 289 м. Ближайшие, ныне существующие населённые пункты — посёлок Александровский и деревня Кузьминка.

## История
Основан не ранее 1927 года. Первыми жителями посёлка были, в основном, переселенцы из соседней деревни Кузьминки. В 1937 году в посёлке было 17 дворов.
Во время Великой Отечественной, с октября 1941 года по август 1943 года, находился в зоне немецко-фашистской оккупации. Освобождён 30-м Хасанским стрелковым полком 102-й стрелковой дивизии. Останки солдат, погибших в боях за освобождение посёлка, после войны были перезахоронены в братской могиле деревни Кузьминки. В Великой Отечественной войне участвовал житель Сомовского Михаил Петрович Лебедев.
В 1980-е годы посёлок ещё обозначался на картах, но постоянного населения здесь уже не было. Упразднён 15 октября 2004 года.

## Население
| Годы      | 1981 | 2000 |
| --------- | ---- | ---- |
| Население | 0    | 0    |